# Lucius Aurelius Cotta (Konsul 119 v. Chr.)
Lucius Aurelius Cotta war ein römischer Politiker der republikanischen Zeit und über seine Tochter Aurelia Großvater von Gaius Iulius Caesar.
Die Prätur bekleidete er spätestens im Jahr 122 v. Chr., Konsul wurde er 119 v. Chr.
Cotta beabsichtigte, ein Gesetz des Volkstribunen Gaius Marius im Senat zu Fall zu bringen, indem er in den Comitien  darüber abstimmen ließ, musste aber aufgrund massiver Drohungen des Volkstribunen zurückweichen.